# Estudios (revista)
Estudios fue una revista publicada en la ciudad española de Valencia de forma ininterrumpida entre 1928 y 1937, de orientación anarquista. Era propietaria de una editorial del mismo nombre.
Supuso una continuación de la revista Generación Consciente, publicada entre 1923 y 1928. En ella colaboraron autores como Alberto Mar, Félix Martí Ibáñez, Luis Huerta, Julio Altman, A. G. Llauradó, Antonia Maymón, Isaac Puente, Juan Lazarte, Alfonso Martínez Rizo y Maria Lacerda de Moura, entre otros. La publicación cesó en junio de 1937. Eran importantes los contenidos relativos a la divulgación científica, y se ha considerado que defendía posturas neomalthusianianas y eugénicas. Incluía secciones como «Preguntas y respuestas» y «Consultorio psíquico-sexual», a cargo esta última de Félix Martí Ibáñez. Se han establecido paralelismos entre Estudios y la revista CÉNIT.